# Isobel Campbell
Isobel Campbell (* 27. April 1976 in Glasgow) ist eine britische Sängerin.

## Karriere
Campbell war bis 2002 Mitglied der Band Belle and Sebastian. Ab 1999 arbeitete sie an ihrem Soloprojekt The Gentle Waves und brachte mehrere Alben heraus. 2003 folgte das Soloalbum Amorino. Fanden sich auf diesem Album noch starke Anklänge an den eingängigen Indie-Pop ihrer vorherigen Bands, ließ sie sich danach deutlich von düstereren Folk- und Americana-Themen inspirieren. Dies gilt sowohl für ihr Soloalbum Milkwhite Sheets als auch für ihre Zusammenarbeit mit Mark Lanegan, mit dem sie eine EP und drei Alben aufgenommen hat. Campbell schreibt und produziert einen Großteil ihres Materials selbst.

## Diskografie

### The Gentle Waves
- 1999: Weathershow (EP)
- 1999: The Green Fields of Foreverland
- 2000: Falling from Grace (EP)
- 2000: Swansong for You

### Isobel Campbell
- 2003: Amorino
- 2006: Milkwhite Sheets
- 2020: There Is No Other

### Isobel Campbell & Mark Lanegan
- 2006: Ballad of the Broken Seas
- 2008: Sunday at Devil Dirt
- 2008: keep me in mind sweatheart (EP)
- 2010: Hawk